# Vireolanius mikettae
Vireolanius mikettae, "ljusbent törnskatsvireo", är en fågelart i familjen vireor inom ordningen tättingar. Den betraktas oftast som en underart av gråkronad törnskatsvireo (Vireolanius leucotis), men urskiljs sedan 2016 som egen art av Birdlife International och IUCN.
Fågeln förekommer i västra Andernas västsluttning i Colombia och nordvästra Ecuador. Den placeras av IUCN i hotkategorin livskraftig.